# Write-only memory (humor)
WOM (zkratka anglického Write Only Memory) znamená paměť jen pro zápis. Jedná se o nerealizované zařízení, jež se stalo součástí inženýrského folklóru.
Údajně se objevilo jako protest zaměstnance firmy Signetics proti zdlouhavému a formálnímu schvalování specifikací, při kterém přitom nedocházelo k žádné skutečné kontrole. Název zněl logicky, a přesně zapadl mezi podobně pojmenované typy pamětí — RWM, ROM, RAM. Specifikace WOM prošla schvalovacím procesem a dostala se tak do tištěné verze katalogu. Zákazníci o tento integrovaný obvod projevili doopravdy zájem, takže nakonec firma musela katalogy vytisknout znovu bez této součástky a původní verzi stáhnout. Firma ovšem tohoto nápadu využila ještě jednou. Koupili dvojstranu dubnového čísla časopisu Electronics a specifikaci (data sheet) uveřejnili jako aprílový žert.
Specifikace obsahuje množství zajímavých informací, jako například:
- žhavicí napětí součástky je 6,3 V (jedná se o integrovaný obvod, ne o elektronku)
- jedná se o paměť vhodnou pro: ukládání záznamů bez významu, ukládání informací u bomb, registry pro přetečení aritmetických operací (koš na bity), fronty s přístupem FINO (zkratka anglického First-In, Never-Out, analogie k FIFO, LIFO)
- pro kompatibilitu s bipolárními obvody je třeba jistit napájecí i datové linky pojistkami 1 A
- je doporučeno chlazení ventilátorem o průměru 6 stop
- odkaz na neexistující knihu Modern Production Techniques od T. Arrieta
- graf počtu zbývajících vývodů v závislosti na počtu vložení obvodu do patice
- a další…